# Liepen (Hohen Wangelin)
Liepen ist ein Ortsteil der Gemeinde Hohen Wangelin im 
Landkreis Mecklenburgische Seenplatte in Mecklenburg-Vorpommern.

## Geografie
Liepen liegt in der Mecklenburgischen Seenplatte in einer von Moränen geprägten Landschaft. Das Gebiet der Gemarkung Liepen schließt sich direkt an den Naturpark Nossentiner/Schwinzer Heide an. 
Der Ort liegt zwischen dem Großen Liepener See, dem Schwarzen See und dem Kleinen Liepener See.

## Geschichte
Die Besiedlung des Gebietes reicht zurück in die slawische Zeit. Der Ortsname Liepen leitet sich vom slawischen Wort für Linden ab, die noch heute das Ortsbild prägen.
Die Ortschaft gelangte im Jahr 1341 in den Besitz des Klosters Malchow. Vom Ende des 16. Jahrhunderts bis weit ins 20. Jahrhundert beherbergte Liepen über fast 400 Jahre eine Gastwirtschaft.

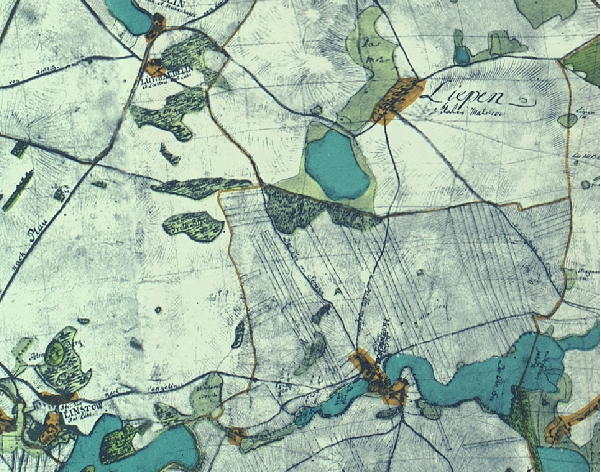
Liepen auf der Karte von Carl Friedrich von Wiebeking 1788

Während seiner Zugehörigkeit zu Kloster Malchow gehörte Liepen noch bis ins 18. Jahrhundert zu den größten Siedlungen im näheren Umkreis.
In den letzten 200 Jahren nahm die Bevölkerung jedoch ab. 1837 hatte Liepen 147 Einwohner, während es 1939 noch 100 waren. Inzwischen beträgt die Einwohnerzahl unter 50.
In der mecklenburgischen Sagenwelt findet sich Liepen als Bezugspunkt, so zum Beispiel in der Legende vom Scheidegänger zwischen Liepen und Hallalit.
Bis in das 19. Jahrhundert ist der ehemals zu Pfingsten praktizierte Brauch des Hahnenschlagens überliefert.
Das Dorf ist Schauplatz in Romanen und Kurzgeschichten des Schriftstellers Peter Jokostra, der in den 1930ern einen Bauernhof in Liepen bewirtschaftete. In Jokostras letztem Roman Damals in Mecklenburg erhielt Liepen den Namen Liepowo, während er die übrigen topographischen Angaben unverändert ließ.
Jokostra beschreibt in seinem Werk anschaulich die Gliederung des Dorfes mit seinen 11 landwirtschaftlichen Wirtschaftseinheiten, den sogenannten Hufen. Diese besondere Struktur prägte die Gliederung des Dorfes nachhaltig. Anders als in den benachbarten Dörfern befand sich in Liepen kein die Dorfstruktur dominierender Gutshof.
Die Gemeinde Liepen bestand bis 1950, als sie in die Gemeinde Hohen Wangelin eingemeindet wurde. In der Folge wurde auch die bis dahin bestehende Dorfschule aufgelöst.

## Wirtschaft
Liepen beherbergt mehrere landwirtschaftliche Betriebe. Mit der Quintus GmbH befindet sich im Ort zudem ein Unternehmen aus dem pflanzenbaulichen Versuchswesen in der Ortschaft.
Südlich des Dorfes ist mit Domapor Wohnbeton ein Hersteller von Kalksandstein und Porenbeton innerhalb der Gemarkung Liepen tätig.
Anders als in vielen anderen ländlichen Regionen in Mecklenburg-Vorpommern spielt der Tourismus keine Rolle.